# Hans Næss
Hans Pedersen Næss (døbt 24. oktober 1723 i Næs ved Assens, død 3. januar 1795 i København) var en dansk arkitekt.

## Uddannelse
Næss var søn af gårdmand Peder Pedersen og Birgitte Clausdatter. Han studerede på det nyoprettede Kunstakademi i København under Nicolas-Henri Jardin og vandt den store sølvmedalje 1758, den lille guldmedalje 1760 og 1762 og endeligt den store guldmedalje 1763. 

## Virke
Han arbejdede som skriver på Brahesborg i ca. ti år fra omkring 1745; var fuldmægtig på Assens Rådstue i ca. tre år; volontør i Rentekammeret 1758-65; informator i geometri og perspektiv ved Kunstakademiet 1765-82; konduktør hos C.F. Harsdorff på Det Petersenske Jomfrukloster, Amagertorv 29, København 1768-69, på Palæet i Horsens 1780; bygmester ved de kgl. kirker i København og Nordsjælland 1781-82 samt renteskriver og chef for det nye bygningskontor 1782-93.

## Arkitektur
Næss indgik i generationen af talentfulde klassicistiske arkitekter, der var skolet hos Jardin og Harsdorff. Han vendte tilbage til sin fødeegn, Fyn, hvor hans hovedbygninger er en bestanddel af perlerækken af fynske herregårde fra anden halvdel af 1700-tallet.
Næss blev 1. gang gift 16. september 1765 i Kerte med Marie Cathrine Pedersdatter Lund (begravet 8. marts 1766 i København) og 2. gang 1769 i København (kopulationsafgift 4. februar 1769) med Christiane Margrete Adler (døbt 9. september 1739 i Vemmetofte – 4. januar 1795 i København), datter af gartner Johan Adolf Adler og Karen Larsdatter.
Næss er begravet i Skt. Nicolai Kirke i København.

## Værker
- Antonigade 9, København (1766, ejet af Næss indtil 1770 sammen med tømrermester Jens Suhr, fredet)
- Herregården Krengerup (ca. 1772-76, fredet)
- Herregården Kragsberg ved Odense (fra ca. 1776, fredet)

### Projekter
- Admiralitet (1766? eller 1771, Rigsarkivet)
- Herregården Langesøs udkørselsport (1774)
- Sakristi mm., Frederiksberg Kirke (1781)
- Einsidelsborg (1783-86, nu Egebjerggård, hovedbygning nyopført 1831)
- Landarbejderhuse ved Bregentved (Bregentved Godsarkiv)

### Tilskrivninger
- Lihmes Gård, Kongens Nytorv 18, København (1768)
- Ombygning af Hallings Gård, Lille Strandstræde 14, København (ca. 1775, fredet)
- Herregården Hindsgavl (1784, fredet)

## Andre kilder
- Hans Næss på Kunstindeks Danmark/Weilbachs Kunstnerleksikon

- Wikimedia Commons har flere filer relateret til Hans Næss